# Austrolimnophila (Austrolimnophila) pleurostria
Austrolimnophila (Austrolimnophila) pleurostria is een tweevleugelige uit de familie steltmuggen (Limoniidae). De soort komt voor in het Afrotropisch gebied.